# توم بينيت
توم بينيت (بالإنجليزية: Tom Bennett)‏ (12 ديسمبر 1969 في المملكة المتحدة - ) هو لاعب كرة قدم بريطاني في مركز الوسط. لعب مع أستون فيلا وستوكبورت كونتي ونادي والسول وهاميلتون أكاديميكال ووولفرهامبتون واندررز ونادي كيدرمينستر هاريرز لكرة القدم ونادي بوسطن يونايتد.

## وصلات خارجية
- توم بينيت على موقع قاعدة بيانات كرة القدم.إي يو (الإنجليزية)
- توم بينيت على موقع Soccerbase.com (لاعب) (الإنجليزية)